# 죄드폼 국립미술관

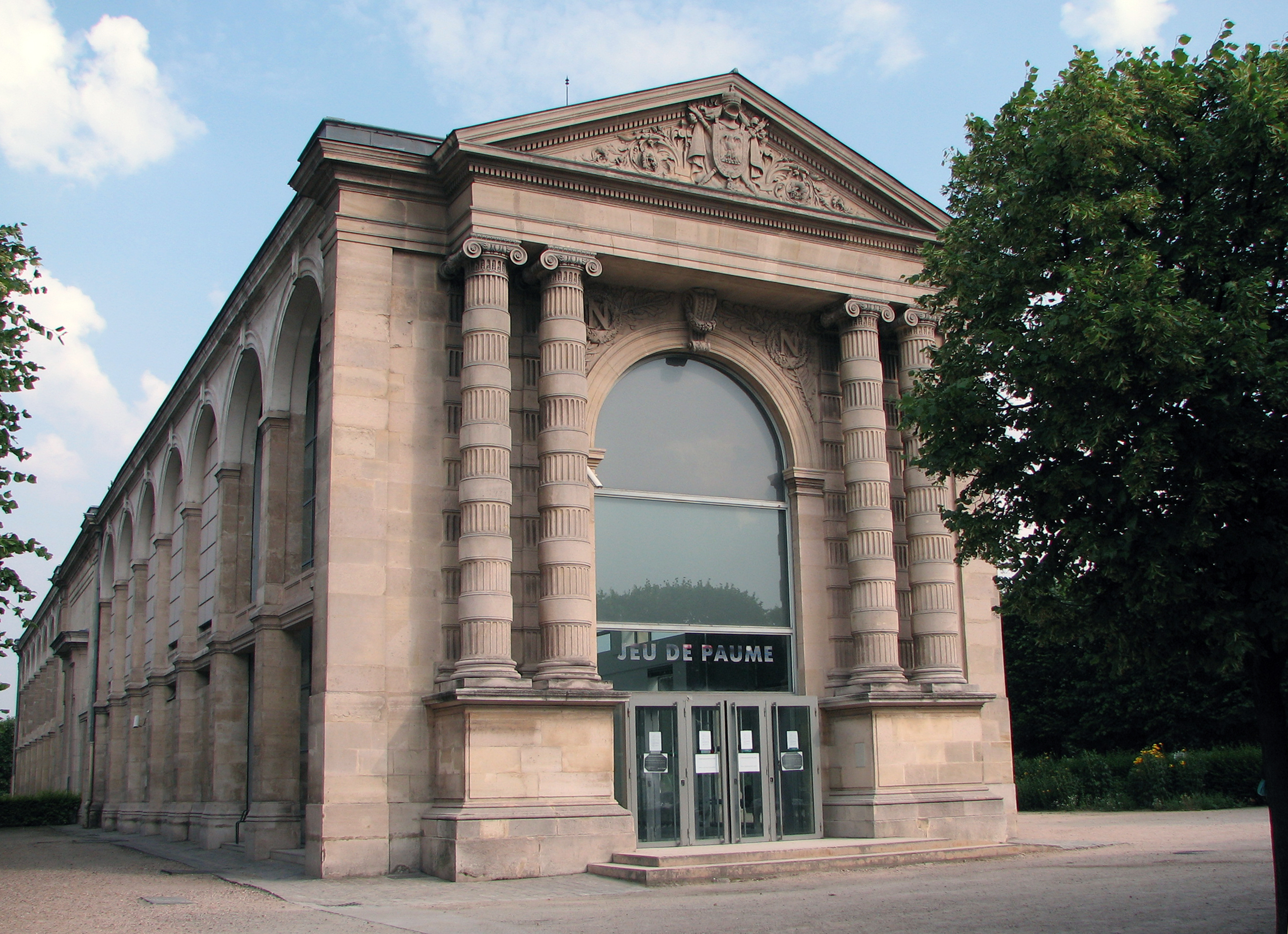
죄 드 폼 국립미술관

죄드폼 국립미술관(프랑스어: Galerie nationale du Jeu de Paume)은 루브르궁에 부속된 미술관의 하나로 건물 이름을 따서 '죄드폼'이라고도 불리고 있다. 인상파 관계의 명작품을 다수 수장하고 있다. 인상파 이후 현대에 이르기까지의 회화, 조각은 구(舊) 뤽상브르 미술관 뒤에 생긴 파리 국립 근대미술관에 수장되어 있다.